# Montoito
Montoito ist eine Gemeinde (Freguesia) im portugiesischen Kreis (Concelho) von Redondo. In ihr leben 1029 Einwohner (Stand 19. April 2021).

## Geschichte
Der Ort wurde durch den Malteserorden im Jahr 1270 gegründet, im Zuge der Besiedlungspolitik nach der Reconquista. König Manuel I. erhob den Ort 1517 zur Kleinstadt (Vila) und machte ihn zum Sitz eines eigenen Kreises (Concelho). Im Verlauf der Verwaltungsreformen nach der Liberalen Revolution 1822 wurde der Kreis Montoito aufgelöst und Redondo angegliedert.
2013 wurden im Alentejo zehn neue Grabenwerke entdeckt, darunter eines in Montoito.

## Verwaltung
Montoito ist Sitz einer gleichnamigen Gemeinde (Freguesia). Drei Ortschaften liegen in der Gemeinde:
- Aldeias de Montoito
- Falcoeiras
- Montoito